# Jean-Pol Martin
Pour les articles homonymes, voir Martin.
Jean-Pol Martin, né le 10 avril 1943 dans le 16e arrondissement de Paris, est le fondateur de la méthode « Lernen durch Lehren » (LdL) "Learning by teaching", (parallèle avec l'enseignement mutuel).

## Biographie
Jean-Pol Martin a effectué ses études secondaires de 1953 à 1962 aux Lycée Claude-Bernard (Paris), Malherbe de Caen et  Lycée Jean-Baptiste-Say (Paris). Il fit des études d'allemand à l'Université Paris-Nanterre de 1964 à 1969. Il se sentit fortement impliqué par les mouvements étudiants de mai 1968 qui marquèrent profondément sa pensée et ses travaux pédagogiques postérieurs. En 1969, il partit pour l'Allemagne où il s'installa définitivement: Études romanistique-germanistique à Erlangen de 1971 à 1975, professeur d'allemand et français au lycée de Höchstadt an der Aisch de 1977 à 1980. Doctorat de 3e cycle à l'Université Justus-Liebig de Gießen  en 1985, Habilitation à l'Université d'Eichstätt-Ingolstadt en 1994. De 1980 à 2008, il fut Professeur de didactique du français langue étrangère à l'Université d'Eichstätt-Ingolstadt. 

## Oeuvre
Concepts de base: Central pour l’ensemble de la théorie de Martin, tant pour LdL que pour les Nouveaux Droits de l’Homme, sont les notions suivantes qui agissent en interaction  : pensée (traitement de l’information et conceptualisation) – contrôle – antinomies – pensée dialectique – comportement exploratoire – carte cognitive – effet de flow – top-down/bottom-up – forces centripètes/centrifuges – comportement des neurones – linéarité/non-linéarité – homéostasie – intégration/différenciation – centralisation/décentralisation – autoréférentialité – cohérence.

### Lernen durch Lehren (LdL)
Jean-Pol Martin a développé et répandu la méthode Lernen durch Lehren (LdL) ("apprendre en enseignant"/"enseigner pour apprendre") à partir des années 1980. Cette méthode, qui a des parentés avec l'école mutuelle, est largement utilisée en Allemagne ,,. Elle s'inscrit dans la tradition de la pédagogie active, considérant les apprenants comme capables d'effectuer des tâches beaucoup plus complexes que celles qui leur sont confiées dans les cours traditionnels. Elle s'applique à toutes les matières et est utilisée dans tous les établissements de formation (primaire, secondaire, université, formation professionnelle et postuniversitaire) . En 2016 Weng/Pfeiffer constatent que Martin est « un précurseur du changement de paradigme actuel: shift from teaching to learning » . En France Jean-Pierre Decroix, formateur à l'école de la deuxième chance, a découvert les travaux de Martin en 2015 et en a fait l'objet de sa thèse . Sur la base de ses autres publications  les travaux de Jean-Pierre Decroix connaissent une large réception et LdL est actuellement intégré sur tout le territoire dans des écoles de la deuxième chance sous le nom "EP3A" : "Le dispositif EP3A: Il est composé de 3 étapes, et permet à ses usagers, d'apprendre une notion dans le but de l'enseigner à d'autres, et de réfléchir aux compétences mises en œuvre durant cet apprentissage.". Par ailleurs divers travaux consacrés à l'éducation dans le monde révèlent que LdL est largement présent au niveau international . 

### Nouveaux droits de l'homme
Depuis son départ à la retraite, Martin reformule et répand de "Nouveaux droits de l'homme"  en s'appuyant sur les besoins fondamentaux (Maslow élargi), qui sont au nombre de 6: 1.Droit de penser 2.Droit à la santé 3.Droit à la sécurité. 4.Droit à l'appartenance sociale 5.Droit à la réalisation de nos potentialité et à la participation 6.Droit au sens.